# Gorm Oliefelt
Gorm Oliefelt är ett oljefält i Danmark. Det ligger i den västra delen av landet.